# 방백
방백(方伯, 독일어: Landgraf 란트그라프[*], 네덜란드어: landgraaf, 스웨덴어: lantgreve, 프랑스어: landgrave, 라틴어: lantgravius, 영어: landgrave)은 봉건 제후에게 주어진 칭호 중 하나이다.

## 중국
고대 중국에서는 제후의 장을 말한다. 예기·왕제편에 「천리지외설방백」이 있듯이, 왕도에서 천리 내는 「왕기」라고 불리고, 그 외부를 「방」이라고 했다. 상나라는 중국을 9주로 나누고 각 주에 방백을 두어 제후를 관할했다고 한다. 즉 백=패이며, 이는 후의 '패자'(제후의 맹주)로 이어진다.
방백의 칭호는 한대의 주목, 자사, 당나라 관찰사 등의 아호로 후대까지 사용되었다.

## 서양
서양의 방백은 신성로마제국에서 사용된 귀족 작위 중 하나이다. "백"이지만 일반적인 백작보다 격이 높으며, 후작보다도 높고 공작에 준하는 높은 작위였다. 방백이 통치하는 영지를 방백국(Landgrafschaft)이라 했으며, 방백의 아내를 방백부인(Landgräfin)이라 했다.

방백작관(Landgrafenkrone)

방백이란 본래 제국직접자유권을 가진 백작, 또는 공작·주교·궁중백 같은 중간자를 거치지 않고 신성로마황제에게 직속으로 딸린 백작을 가리키는 말이었다. 때문에 방백은 고유 주권을 행사했고 의사결정에 있어 공작에 버금가는 영향력을 가졌다. 최초로 발견되는 방백 작위는 1086년 니더로타링겐의 하인리히 3세가 브라반트 방백으로 임명된 것이다.
신성로마제국 이후로도 방백 작위는 작센바이마르 대공이 튀링겐 방백을 겸하는 등 20세기 전반까지 작위명으로서 살아남았다. 그러나 제2차 세계 대전을 거치며 귀족제가 완전히 사라지며 소멸하게 된다.

## 참고 문헌
- Mayer, Theodor, "Über Entstehung und Bedeutung der älteren deutschen Landgrafschaften", in Mitteralterliche Studien – Gesammelte Aufsätze, ed. F. Knapp (Sigmaringen 1958) 187–201. Also published in Zeitschrift der Savigny-Stiftung für Rechtsgeschichte, Germanische Abteilung 58 (1938) 210–288.
- Mayer, Theodor, 'Herzogtum und Landeshoheit', Fürsten und Staat. Studien zur Verfassungsgeschichte des deutschen Mittelalters (Weimar 1950) 276–301.
- Eichenberger, T., Patria: Studien zur Bedeutung des Wortes im Mittelalter (6.-12. Jahrhundert), Nationes – Historische und philologische Untersuchungen zur Entstehung der europäischen Nationen im Mittelalter 9 (Sigmaringen 1991).
- Van Droogenbroeck, Frans J., "De betekenis van paltsgraaf Herman II (1064–1085) voor het graafschap Brabant", Eigen Schoon en De Brabander, 87 (Brussel 2004) 1–166.
- Van Droogenbroeck, Frans J., Het landgraafschap Brabant (1085-1183) en zijn paltsgrafelijke voorgeschiedenis. De territoriale en institutionele aanloop tot het ontstaan van het hertogdom Brabant (2004)